# NGC 1467
NGC 1467 é uma galáxia espiral (S0-a) localizada na direcção da constelação de Eridanus. Possui uma declinação de -08° 50' 16" e uma ascensão recta de 3 horas, 51 minutos e 52,7 segundos.
A galáxia NGC 1467 foi descoberta em 1886 por Frank Müller.